# Kvissle, Jämtland
Kvissle - fd. Kvitsle, tidigare Qvissle - är en by i Bergs distrikt (Bergs socken) i Bergs kommun belägen mellan Storsjön och Oviksfjällen invid Hovermoån i södra delen av Jämtland.
Namnet kommer troligen från att byn är belägen i närheten av sammanflödet av Lillån och av Högån som bildar Hovermoån.
Trakten började bebyggas under 1500-talet. Läget vid Hovermoån var lämpligt för placering av sågar och kvarnar. Byn har dominerats av jord och skogsbruk. 
Nuvarande näringar är kommunala sysselsättningar, närliggande industrier och liksom tidigare jord- och skogsbruk.
Idag bebos byn av ett 50-tal invånare och har en stor inflyttning av yngre.